# مونازیت
مونازیت  (به انگلیسی: Monazite) با فرمول شیمیایی Ce[PO4] از مجموعه کانی هاست و از واژه یونانی monazein یعنی یکی بودن اخذ شده‌است. به سختی در اسیدها حل می‌شود. Ce2O۳:۸۲٫۲۲٪  P2O۵:۱۷٫۷۸٪  وادخالهای ثابت و نادر Th, Ca , Si برای اولین بار در نروژ کشف شد و از نظر شکل بلور: قرصی شکل - منشوری، رنگ: قهوه‌ای - قرمز - زرد نارنجی، شکستگی: صدفی، جلا: الماسی - چرب، رخ: کامل، سیستم تبلور: مونوکلینیک و در رده‌بندی فسفات است  و منشأ تشکیل آن ماگمایی - پگماتیتی - آبرفتی است.
همایند کانی‌شناسی (پارانژ) آن واکنش‌های شیمیایی - انحلال درHClآلانیت- ایلمنیت- روتیل- زیرکن و غیره است
، از نظر ژیزمان بلوری - آگرگات دانه‌ای آبرفتی کمیاب است و بیشتر در سوئیس، نروژ، URSS، ماداگاسکار، استرالیا، آمریکا، برزیل، هند یافت می‌شود.
مونازیت یک ماده معدنی فسفاته عمدتاً قهوه ای مایل به قرمز است که حاوی عناصر کمیاب خاکی است. مونازیت به دلیل تنوع در ترکیب، گروهی از کانی ها محسوب می شود،  رایج ترین گونه این گروه مونازیت (Ce) است، یعنی عضو غالب گروه سریم.
بسته به مقادیر نسبی عناصر خاکی کمیاب در این کانی، مونازیت ها به پنج گونه مختلف تقسیم میشوند ، که متداول ترین مونازیت ها  شامل :
- monazite-(Ce), (Ce,La,Nd,Th)PO4
- monazite-(La), (La,Ce,Nd)PO4,
- monazite-(Nd), (Nd,La,Ce)PO4,
- monazite-(Sm)(Sm,Gd,Ce,Th)PO4,
- monazite-(Pr), (Pr,Ce,Nd,Th)PO4.